# 입방 배적 문제
입방 배적 문제(立方倍積問題,Doubling the cube)는 역사적으로 델리안 문제(Delian problem) 또는 델로스 문제라고도 불린다.

단위 큐브(길이)의 입방배적 (길이)

원적 문제, 각의 3등분 문제와 함께 고대 그리스 시절부터 제기되어 온 기하학의 3대 문제중 하나로서, 피에르 방첼은 1837년에 2개의 입방체가 구성 가능하지 않다는 것을 증명했다. 즉 컴퍼스와 자만으로 작도가 불가능한 문제임이 증명되었다.

## 역사
이 문제는 델로스 시민들에 관한 이야기에서 이름이 유래했다. 델로스(Delos) 시민은 델포이의 오라클과 상의하여 아폴로가 보낸 전염병을 물리칠 방법을 원했다. 플루타르코스에 따르면 델로스 시민들은 시민들간의 관계를 강화시킨 내부 정치 문제 즉 전염병 퇴치에 대한 해결책을 델포이의 오라클과 협의하여 모색했다. 오라클은 아폴론의 제단 크기를 그보다 더 큰 두 배의 크기로 늘려서 만들어야 한다고 대답했다. 그 대답은 델로스 섬 주민인 델리안들에게 이해하기 어려운 문제로 보였고 그들은 오라클이 제시한 큐브(정사각형)의 부피를 두 배로 늘리는 수학적 문제를 해석할 수 있는 플라톤과 상의했다. 델로스 시민들은 플라톤이 오라클이 조언한 아폴로 제단의 크기를 두 배로 늘리는 것이 가능한지에 대한 그들의 궁금증을 진정시키기 위한 기하학과 수학에 대한 연구와 설명을 기대했다.
플루타르코스(Plutarch)에 따르면, 플라톤(Plato)는 기계적인 수단을 사용하여 문제를 해결하려는 에우독소스(Eudoxus)와 아르키타스(Archytas)와 메나이크모스(Menaechmus)에게 순수한 기하학을 사용하여 문제를 해결하지 못한 것에 대한 책망을 했다고 전해진다. 이것은 플라톤의 대화록에 나오는 시시포스에서 저자에 의해 350년경에 이 문제가 풀려졌는지에 대해 언급되지 않은 이유일 수 있다. 또 한편으로는 유토시우스(Eutocius of Ascalon)에 의한 에라토스테네스(Eratosthenes)에 기인한 이야기의 또 다른 버전은 모든 세 가지 해결책을 찾았지만 너무 추상적이어서 실용적인 가치가 없었다고 전해진다.
이 문제에 대한 해결책을 찾는 데 있어 중요한 발전은 키오스 히포크라테스가 발견한 것으로 임의의 선분(세그먼트)에 대해 길이가 두 배인 선 세그먼트와 그 두 세그먼트 사이의 평균 비례를 찾는 것과 같다. 현대 표기법에서 이것은 길이{\displaystyle a} 와 {\displaystyle 2a}의 주어진 세그먼트가 입방체를 복제했을때, 길이 {\displaystyle r} 과{\displaystyle s}의 세그먼트를 찾는 것과 동일하다는 것을 의미한다.
{\displaystyle {{a} \over {r}}={{r} \over {s}}={{s} \over {2a}}}
차례로 이것은,
{\displaystyle r=a\cdot {\sqrt[{3}]{2}}}
{\displaystyle {\sqrt[{3}]{2}}=1.2599210498948732....(OEIS2CA002580)}
그러나 피에르 방첼은 이러한 입방배적이 컴퍼스와 자만으로 작도가 불가능한 문제로 가능하지 않다는 것을 증명했다.

## 계산
이것은 3차 방정식을 의미하는 문제로 바라볼 수 있다.
가로,세로,높이의 길이가 {\displaystyle a=1}인 부피를 갖는 정사각형의 큐브를 예약해보고,
그 큐브 부피의 2배가 더 큰 정사각형 큐브를 가정해보면,
{\displaystyle x=2\cdot a}
{\displaystyle x^{3}=2\cdot a^{3}}
{\displaystyle {\sqrt[{3}]{x^{3}}}={\sqrt[{3}]{2a^{3}}}}
{\displaystyle x={\sqrt[{3}]{2}}\;a}
따라서,
{\displaystyle a=1}일때,
{\displaystyle x={\sqrt[{3}]{2}}}이다.
세제곱근은 작도가 불가능하므로, 입방배적은 컴퍼스와 자만으로 작도할 수 없다. 그러나 눈금이 있는 자와 컴퍼스를 사용하는 뉴시스 작도나 종이를 접는 종이접기 작도에서는 삼차 방정식의 해인 세제곱근을 작도할 수 있으므로 입방배적의 작도가 가능하다.

## 같이 보기
- 작도가능한 수
- 컴퍼스와 자 작도
- 삼차방정식